# Amilcare Paulucci
Amilcare Paulucci marchese delle Roncole (auch: Paolucci, * 1773 in Modena; † 17. März 1845 in Padua)

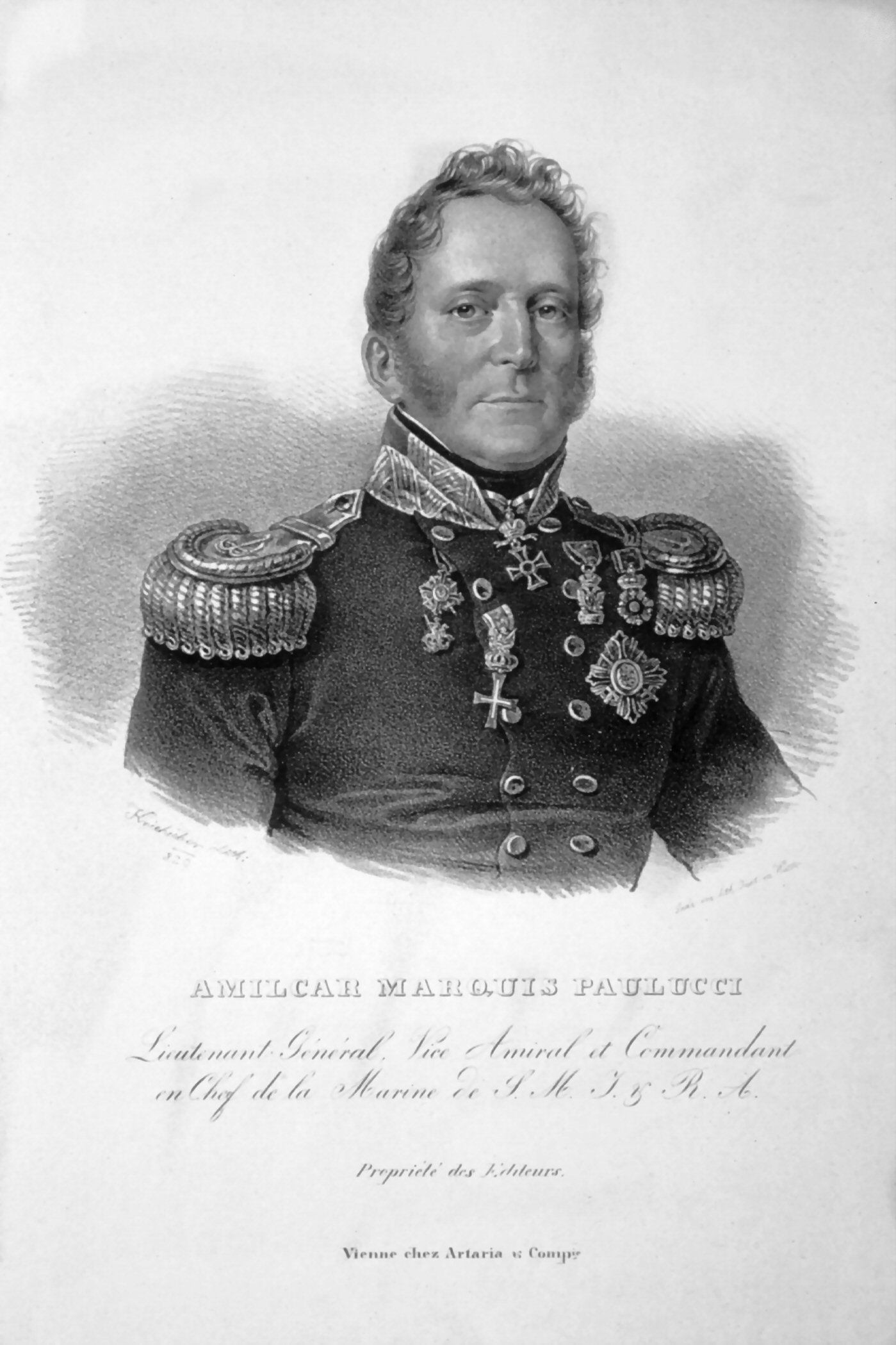
Amilcare Paulucci delle Roncole, Lithographie von Josef Kriehuber, 1829

Seine Eltern waren der Marchese Giuseppe Paulucci delle Roncole (1726–1785) und dessen Ehefrau Claudia Scutellari Ajani. Sein Bruder Filippo (1779–1849) wurde russischer General, dieser verhandelte mit den preußischen General Yorck die Konvention von Tauroggen.
Er diente 1787 bis 1799 in der neapolitanischen Marine, wo er den Rang eines Fregattenkapitäns erreichte. 1805 wurde er Generalinspektor der italienischen Marine mit Sitz in Mailand. 1806 übernahm er das Kommando eines Kriegs-Flottenverbands in Venedig. Er zeichnete sich bei Aktionen gegen die Piraterie im Mittelmeer aus, wurde dabei schwer verwundet und geriet in englische Kriegsgefangenschaft. Die Jahre 1808–1812 verbrachte er als Kriegsgefangener auf Malta.  1814 trat er als Generalmajor in österreichische Dienste, trat aber bald in die Marine über. 1824–1844 war er Kommandant der österreichischen  Kriegsmarine. In dieser Eigenschaft verbesserte er den Signaldienst und  reorganisierte das Arsenal in Venedig. Vielfach ausgezeichnet und geehrt trat er 1844 als Vizeadmiral in den Ruhestand.
Paulucci bemerkte aber nichts von den Unruhen unter den italienischen Offizieren. Es bildete sich ein Geheimgesellschaft, die von Attilio Bandiera, dem Sohn eines österreichischen Admirals, organisiert wurde außerdem kam es zur Desertion von Attilio und Emilio Bandiera und Domenico Moro. Darüber hinaus wurde das Arsenal von einem Korruptionsskandal erschüttert, fast das gesamte Offizierskorps und viele Verwaltungsbeamte wurden abgelöst, bestraft oder zwangspensioniert. Neuer Kommandant des Arsenals wurde Oberst Miranovich.
Paulucci heiratete Maddalena Malacrida, mit der er drei Kinder hatte.